# Voodoo Queens
Voodoo Queens est un groupe de riot grrrl britannique, originaire de Londres, en Angleterre. Formé en 1992, et se compose uniquement de femmes. Emmené par leur leader Anjali Bhatia au chant et à la guitare, qui fera par ailleurs plus tard une carrière solo, le groupe est composé de quatre autres musiciennes, Ella Drauglis à la guitare, Stefania à la batterie, Anjela Bhasker à la basse et Rajru Bhatia au clavier. Le groupe se sépare en 1999.

## Biographie
L'histoire du groupe commence à la fin 1992, lors du départ de Anjali de Mambo Taxi pour monter son propre groupe, les Voodoo Queens, avec sa sœur Rajni, sa cousine Anjula, Ella Guru (aussi de Mambo Taxi), et de la batteuse Sunny. Après seulement un concert, John Peel, célèbre animateur de la station Radio 1, leur offre une session. Elles enregistrent leur Peel Session le 22 janvier 1993. Remarquées lors d'un concert où elles faisaient la première partie du groupe Cornershop par les producteurs du label Too Pure, ceux-ci décident de les enregistrer et produisent leur premier single, Supermodel Superficial, qui sera un véritable succès. Elles passent à la télévision dans l'émission musicale Naked City, présentée par Johnny Vaughan sur Channel Four, où elles sont en compétition avec le groupe Boyzone.
La presse spécialisée associe le groupe à la scène riot grrrl, aux côtés notamment de Cornershop ; Anjali pensait que la presse était plus focalisée sur le style musical que son contenu. Après la dissolution des Voodoo Queens, Ella Guru se joint au Stuckisme en 1999. Anjali joue en solo et publie des albums dance au label Wiiija Records. Deigan se joint au groupe The Hangovers puis, avec Ella Guru - les Deptford Beach Babes. Steffi joue brièvement au sein du groupe Gertrude.

## Discographie

### Albums
- 1994 : Chocolate Revenge
- 1994 : Peel Sessions

### Singles et EP
- 1993 : Supermodel Superficial/Chocolate (Melt in Your Mouth)
- 1993 : Kenuwee Head/My Little Guitar Baby
- 1994 : F Is For Fame/"I'm Not Bitter (I Just Want To Kill You)
- 1995 : Eat The Germs/Hairy
- 1995 : Neptune/I'm Not Bitter (I Just Want To Kill You)